# Stevie McCrorie
Stevie McCrorie (* 23. März 1985 in Denny, Schottland) ist ein britischer Popsänger. Er gewann die vierte Staffel der Gesangs-Castingshow The Voice UK.

## Biografie
Mit 15 Jahren entdeckte Stevie McCrorie die Musik für sich und spielte und komponierte von da an solo und in Bands. 2010 veröffentlichte er unter dem Projektnamen Stevie and the Moon das Album These Old Traditions. Bis 2015 trat er aber meist nur bei lokalen Veranstaltungen in seiner Heimatregion auf und arbeitete hauptberuflich als Feuerwehrmann.
Seine Kollegen waren es, die ihn 2015 für die Castingshow The Voice UK anmeldeten. Er wurde für die Blind Auditions genommen und überzeugte dort alle vier Juroren. Nach seinem Auftritt in der zweiten Runde, den Battles, wurde er als Favorit für den Sieg gewettet. Er erreichte das Finale am 4. April und setzte sich dort gegen seine drei Konkurrenten durch. Nach seinem Sieg wurde seine Darbietung des Adam-Levine-Songs Lost Stars, den die beiden verbliebenen Finalisten zuletzt gesungen hatten, zum Download in den Internetshops angeboten. Es kam auf Platz 6 der britischen Singlecharts. Nach dem Finale konnte sich auch sein Album aus dem Jahr 2010, These Old Traditions, kurzzeitig in den Independent-Charts platzieren.

## Diskografie
Alben
- These Old Traditions (2010)
- Big World (2016)
- All I want (2018)

Lieder
- Songs aus den The-Voice-Sendungen vom 10. Januar bis 4. April 2015
  - All I Want von Kodaline
  - Demons von Imagine Dragons („Battle“ mit Tim Arnold)
  - I Still Haven’t Found What I’m Looking For von U2
  - All Through the Night von Cyndi Lauper
  - Bleeding Love von Leona Lewis
  - Stay with Me von den Faces
  - I’ll Stand by You von den Pretenders
  - Get Back von den Beatles
  - Lost Stars von Adam Levine
- My Heart Never Lies (2015)